# Homer (Illinois)
Homer è un villaggio degli Stati Uniti d'America, situato nello Stato dell'Illinois, nella contea di Champaign.
| Controllo di autorità | VIAF (EN) 154817204 · LCCN (EN) n84039657 · J9U (EN, HE) 987007559827505171 |